# Марцянув (Каліський повіт)
Марцянув (пол. Marcjanów) — село в Польщі, у гміні Щитники Каліського повіту Великопольського воєводства.
Населення — 279 осіб (2011).
У 1975—1998 роках село належало до Каліського воєводства.

## Демографія
Демографічна структура станом на 31 березня 2011 року:
|          | Загалом | Допрацездатний вік | Працездатний вік | Постпрацездатний вік |
| -------- | ------- | ------------------ | ---------------- | -------------------- |
| Чоловіки | 138     | 33                 | 88               | 17                   |
| Жінки    | 141     | 30                 | 77               | 34                   |
| Разом    | 279     | 63                 | 165              | 51                   |